# Kyle Steyn
Pour les articles homonymes, voir Steyn.

a Compétitions nationales et continentales officielles uniquement.

b Matchs officiels uniquement.
Dernière mise à jour le 10 février 2024.
Kyle Steyn, né le 29 janvier 1994 à Johannesbourg (Afrique du Sud), est un joueur international écossais de rugby à XV d'origine sud-africaine. Il évolue au poste d'ailier et de centre au sein de l'effectif des Glasgow Warriors en United Rugby Championship.

## Biographie

### Jeunesse et formation
Kyle Steyn naît à Johannesbourg en Afrique du Sud d'une mère d'origine écossaise de Glasgow par son père. Son père, Rory, est un ancien officier de police sud-africain. Il a notamment été haut responsable de l'équipe de sécurité de Nelson Mandela, avant de devenir son ami proche,,.
Kyle Steyn est tout d'abord scolarisé dans la Trinityhouse basée à Randpark Ridge (en) puis il étudie pour l'université de Stellenbosch où il évolue pour l'équipe de l'établissement le Maties Rugby Club,.

### Débuts de carrière avec les Griquas (2017-2018)
Kyle Steyn fait ensuite ses débuts avec les Griquas lors de la saison 2017 du Rugby Challenge face aux Griffons contre qui il inscrit son premier essai. Il dispute ensuite la saison 2017 (en) de la Currie Cup.
L'année suivante, il est nommé capitaine des Griquas pour la saison 2018 (en) de Currie Cup. Il inscrit quatre essais en six rencontres cette saison-là.

### Départ en Écosse à Glasgow et découverte du niveau international (2019-2022)
En vertu de ses origines écossaises, il est donc qualifiable pour l'équipe d'Écosse au niveau international. Il tombe alors dans le viseur du sélectionneur écossais, Gregor Townsend, lorsque ce dernier se rend à Bloemfontein pour voir un match entre les Cheetahs et les Glasgow Warriors. À la fin de la rencontre, Townsend discute avec la personne remettant le trophée d'homme du match, celui-ci s'avère être un ami de Rory et lui parle alors d'un jeune centre talentueux, capitaine des Griquas en Currie Cup, sélectionnable par l'Écosse qui n'est autre que Kyle Steyn. Townsend en parle donc à la fédération écossaise puis ces derniers contactent Steyn pour lui demander s'il veut jouer pour l'Écosse et il accepte. Dans un premier temps, il commence d'abord par jouer pour l'équipe d'Écosse de rugby à sept, avant de rejoindre, dans un second temps, les Glasgow Warriors début 2019 après un manque de joueurs dans l'effectif alors qu'il ne devait rejoindre ces derniers qu'au mois de juin,. Il fait alors ses débuts au poste d'ailier droit avec Glasgow contre les Cardiff Blues lors de la quinzième journée du Pro14. Quelques semaines plus tard, il est appelé par l'équipe d'Écosse pendant le Tournoi des Six Nations 2019 mais il ne joue pas de matchs dans cette compétition. Quelques jours plus tard, il est placé au poste de deuxième centre et marque son premier essai avec son équipe contre les Cheetahs. La semaine suivante, il fait ses débuts en Coupe d'Europe lors du quart de finale perdu contre les Saracens. Par la suite, il dispute les phases finales du Pro14 au poste de deuxième centre, il inscrit un essai en demi-finale puis son équipe s'incline en finale face au Leinster,. Cette saison-là, il dispute dix rencontres et inscrit deux essais au total.
À la suite de ses bonnes performances lors de son arrivée à Glasgow, il est retenu dans le groupe de préparation à la Coupe du monde 2019, cependant il ne dispute aucun match de préparation et n'est finalement pas retenu dans le groupe final pour la compétition. Il joue donc avec les Warriors et continue d'effectuer de bons matchs, en janvier 2020 il est appelé pour participer au Tournoi des Six Nations. Finalement, il honore sa première cape à l'occasion de la quatrième journée contre la France où il entre en jeu à la place de Sean Maitland. Cette saison-là, il dispute seize rencontres avec Glasgow Warriors, dont onze en tant que titulaire et inscrit deux essais.
Ensuite, il ne joue pas au rugby durant quatorze mois en raison de la pandémie de Covid-19 qui suspend les compétitions sportives ainsi qu'à la suite d'une blessure longue durée. Il ne fait son retour qu'à l'occasion de la Pro14 Rainbow Cup où il dispute cinq rencontres et inscrit trois essais.
Durant l'automne 2021, il est à nouveau sélectionné par le XV du Chardon. À l'occasion de sa deuxième sélection, il inscrit un quadruplé face aux Tonga, devenant le premier international écossais à réussir cette performance à Murrayfield, et contribue à la large victoire 60-14 de son équipe. La semaine suivante, il est retenu pour affronter les Wallabies. Quelques mois plus tard, il est retenu pour le Tournoi des Six Nations 2022. Il joue les deux dernières journées en tant que titulaire au poste d'ailier gauche. Lors de cette saison, il dispute dix-huit matchs, tous en tant que titulaire et inscrit six essais.

### Capitaine des Glasgow Warriors et joueur important de l'Écosse (depuis 2022)
En amont de la saison 2022-2023 des Glasgow Warriors, il est nommé capitaine de l'équipe par Franco Smith,. Durant l'automne, il est sélectionné par l'Écosse mais ne dispute pas de rencontres. En janvier 2023, Gregor Townsend le retient pour le Tournoi des Six Nations. Il profite de la blessure de Darcy Graham pour être l'ailier droit titulaire des écossais durant les cinq rencontres du Tournoi,. Lors de la deuxième journée, il inscrit notamment un doublé contre le pays de Galles, contribuant à la large victoire 35-7 de son équipe. De retour du Tournoi, il dispute le huitième de finale de Challenge Cup face aux Dragons où il inscrit un doublé et son équipe s'impose largement 73-33. Son équipe atteint plus tard la finale de cette compétition où elle affronte le RC Toulon. Pour cette rencontre, il est titulaire et marque deux essais; son équipe est cependant battue sur le score de 43 à 19,. Durant le même mois, il est retenu dans une pré-liste pour préparer la Coupe du monde 2023. À la fin de la saison, il compte un total de seize rencontres disputés avec les Warriors pour sept essais inscrits.
En août 2023, lors d'un test match de préparation à la Coupe du monde, il inscrit un doublé face à la France. Quelques jours plus tard, il est retenu définitivement pour le Mondial. Troisième choix derrière Duhan van der Merwe et Darcy Graham au poste d'ailier, il ne participe qu'aux deux rencontres contre les Tonga, inscrivant un essai, et la Roumanie en phase de poules, dont sa sélection n'arrive pas à se qualifier pour le tour suivant.
De retour à Glasgow, il est titulaire et capitaine pour la première journée de l'URC où son équipe s'impose largement 43-25 contre le Leinster. Lors de son second match de la saison, il subit une blessure à la cheville face au Connacht qui l'éloigne des terrains pendant plusieurs mois et qui peut lui faire manquer le Tournoi des Six Nations 2024. Cependant, en janvier 2024, il est bien sélectionné pour la compétition. Quelques jours après sa convocation, il rejoue en Champions Cup avec les Glasgow Warriors. Lors du Tournoi, il est titulaire pendant la première journée et participe au premier succès écossais depuis vingt-deux ans sur la pelouse du pays de Galles. Pour la deuxième rencontre, il est annoncé en tant que titulaire mais il cède sa place peu de temps avant le match car sa femme est sur le point d'accoucher.

## Statistiques

### Statistiques en club
| Saison                 | Club                   | Compétition               | Matchs | Points | Essais |
| ---------------------- | ---------------------- | ------------------------- | ------ | ------ | ------ |
| 2017                   | Griquas                | Rugby Challenge           | 7      | 5      | 1      |
| 2017                   | Griquas                | Currie Cup (en)           | 7      | 15     | 3      |
| 2018                   | Griquas                | Rugby Challenge           | 9      | 40     | 8      |
| 2018                   | Griquas                | Currie Cup (en)           | 6      | 20     | 4      |
| 2018-2019              | Glasgow Warriors       | Pro14                     | 9      | 10     | 2      |
| 2018-2019              | Glasgow Warriors       | Coupe d'Europe            | 1      | 0      | 0      |
| 2019-2020              | Glasgow Warriors       | Pro14                     | 10     | 5      | 1      |
| 2019-2020              | Glasgow Warriors       | Coupe d'Europe            | 6      | 5      | 1      |
| 2020-2021              | Glasgow Warriors       | Pro14 Rainbow Cup         | 5      | 15     | 3      |
| 2021-2022              | Glasgow Warriors       | United Rugby Championship | 13     | 15     | 3      |
| 2021-2022              | Glasgow Warriors       | Coupe d'Europe            | 4      | 5      | 1      |
| 2021-2022              | Glasgow Warriors       | Challenge européen        | 1      | 10     | 2      |
| 2022-2023              | Glasgow Warriors       | United Rugby Championship | 10     | 15     | 3      |
| 2022-2023              | Glasgow Warriors       | Challenge Cup             | 6      | 20     | 4      |
| 2023-2024              | Glasgow Warriors       | United Rugby Championship | 2      | -      | -      |
| 2023-2024              | Glasgow Warriors       | Champions Cup             | 1      | -      | -      |
| Total Griquas          | Total Griquas          | Total Griquas             | 29     | 80     | 16     |
| Total Glasgow Warriors | Total Glasgow Warriors | Total Glasgow Warriors    | 68     | 100    | 20     |
| Total                  | Total                  | Total                     | 97     | 180    | 36     |

### Statistiques en équipe nationale
Kyle Steyn compte 22 sélections dont 19 en tant que titulaire, depuis sa première sélection le 8 mars 2020 face à la France. Il inscrit 65 points, 13 essais.
Il a participé à quatre éditions du Tournoi des Six Nations en 2020, 2022, 2023 et 2024.
Il participe également à une édition de la Coupe du monde en 2023, il dispute deux rencontres en tant que titulaire et inscrit un essai.
| Numéro | Date              | Lieu                                   | Adversaire     | Compétition             | Résultat | Score |
| ------ | ----------------- | -------------------------------------- | -------------- | ----------------------- | -------- | ----- |
| 1      | 30 octobre 2021   | Murrayfield Stadium, Édimbourg         | Tonga          | Test match              | Victoire | 60-14 |
| 2      | 30 octobre 2021   | Murrayfield Stadium, Édimbourg         | Tonga          | Test match              | Victoire | 60-14 |
| 3      | 30 octobre 2021   | Murrayfield Stadium, Édimbourg         | Tonga          | Test match              | Victoire | 60-14 |
| 4      | 30 octobre 2021   | Murrayfield Stadium, Édimbourg         | Tonga          | Test match              | Victoire | 60-14 |
| 5      | 11 février 2023   | Murrayfield Stadium, Édimbourg         | Pays de Galles | Tournoi des Six Nations | Victoire | 35-7  |
| 6      | 11 février 2023   | Murrayfield Stadium, Édimbourg         | Pays de Galles | Tournoi des Six Nations | Victoire | 35-7  |
| 7      | 12 août 2023      | Stade Geoffroy-Guichard, Saint-Étienne | France         | Test match              | Défaite  | 30-27 |
| 8      | 12 août 2023      | Stade Geoffroy-Guichard, Saint-Étienne | France         | Test match              | Défaite  | 30-27 |
| 9      | 26 août 2023      | Murrayfield Stadium, Édimbourg         | Géorgie        | Test match              | Victoire | 33-6  |
| 10     | 24 septembre 2023 | Stade de Nice, Nice                    | Tonga          | Coupe du monde          | Victoire | 45-17 |

## Palmarès

### En club
- Finaliste du Rugby Challenge en 2017 et 2018 avec les Griquas.
- Finaliste du Pro14 en 2019 avec les Glasgow Warriors.
- Finaliste de la Challenge Cup en 2023 avec les Glasgow Warriors.

### En sélection nationale
Néant

#### Tournoi des Six Nations
| Édition          | Rang | Résultats Écosse | Résultats Steyn | Matchs Steyn |
| ---------------- | ---- | ---------------- | --------------- | ------------ |
| Six Nations 2020 | 4e   | 3 v, 0 n, 2 d    | 1 v, 0 n, 0 d   | 1/5          |
| Six Nations 2022 | 4e   | 2 v, 0 n, 3 d    | 1 v, 0 n, 1 d   | 2/5          |
| Six Nations 2023 | 3e   | 3 v, 0 n, 2 d    | 3 v, 0 n, 2 d   | 5/5          |

Légende : v = victoire ; n = match nul ; d = défaite ; la ligne est en gras quand il y a Grand Chelem.